# Tráfego de Centrais de Atendimento
Tráfego de Centrais de Atendimento refere-se ao planejamento de atendentes de callcenter, televendas e cobranças. Teoria de Fila é comporta pelas estatísticas que regem o tráfego e planejamento da quantidade de recursos necessários para dimensionar o atendimento. O trabalho de construção de uma estatística e da teoria de fila foi concebida inicialmente por Agner Krarup Erlang que acabou dando seu nome ao cálculo estatístico como Fórmula de Erlang.

## Organização
Uma central de Atendimento necessita de algumas variáveis para garantir seu adequado dimensionamento dentre estes temos:
- Volume de Chamadas Inbounds ou Outbounds por um determinado período
- AHT - average handle time - tempo total de tratamento da chamadas
- TMA - Tempo Médio de Atendimento
- Nível de Serviço - Quantos porcento das chamadas atendidos em até quantos segundos.
- ACW - After Call Work - Tempo médio de trabalho pós atendimento.

## Regras de Atendimento
Regras de Atendimento são compostas por forma em que o DAC (distribuidor automático de chamadas) vai fazer a conexão entre a chamada entrante e o atendente disponível. Além disto, no caso do telemarketing ativo, existe as regras de discagem para que identifique se tem cliente no outro lado da linha para conectar ao atendente sem deixa-lo esperando enquanto chama, em caixa postal. Estas regras são definidas nos equipamentos e trazem um ganho de produtividade altissimo.
Com as regras possíveis nos equipamentos, as empresas desenham como devem proceder para garantir um bom atendimento. Com isto surge o conceito de nível de serviço versus produtividade, aonde quanto mais eu melhoro a produtividade e a ocupação do atendente, eu tenho uma tendência a diminuir o Nível de serviço. Por isto que algumas empresas tem um atendimento tão demorado. O ideal é utilizar as técnicas de planejamento adequadamente. Fazendo escalas com base em curvas de atendimento e tempo médio de conversação.

### Espeficidades do Brasil
O Brasil tem algumas características específicas que o diferencia dos demais países, dentre elas temos:
- Legislação trabalhista: A Legislação Trabalhista não permite que o funcionário trabalhe mais do que 36 horas semanais e também não permite que os horários sejam quebrados, o que dificulta muito o trabalho da equipe de Planejamento e Controle de Produção, tendo que fazer escalas aderentes as curvas, mas também a legislação. Está ai mais uma vantagem em países como Índia que tem levado para lá, estes empregos que poderiam ser de nossos brasileiros.
- Regulamentações diversas: As regulamentações estão mudando a vida de quem faz callcenter e aprimorando o atendimento ao cliente. Claro que existem alguns exageros como o da Anatel que pede que os atendimentos sejam atendidos 95% em 10 segundos. Isto faz com que os atendentes fiquem ociosos e que os clientes sejam atendidos com uma qualidade acima do necessário. Com base nestas regras exageradas empresas buscam se adaptar e cumprem a regulamentação, mas não necessariamente produzem um bom atendimento.

### Dimensionamentos de Centrais de Atendimento
Para realizar um dimensionamento adequado é necessário uma gama muito alta de informações. Quanto mais informações, mais assertivo o dimensionamento de pessoas e equipamentos necessários. Portanto, precisamos levantar o volume de contatos esperado, tempo da interação com o cliente, nível de serviço ou efetividade (no caso do ativo) esperados, produtividade dos atendentes, Absenteísmo, Turnover, HMM, DMM, dentre muitos outros.
Após o levantamento de todas as informações é necessário montar um esboço de escala de funcionários com base na necessidade apontada pelo Nível de Serviço acordado. O que permite realizar este estudo é a Teoria das Filas Construída por Erlang. Com base no calculo de Erlang C sabemos a necessidade de troncos e atendentes no momento do atendimento. Temos que levar em consideração os descansos legais dentro da escala de trabalho e possíveis desvios que possam surgir. Para realizar todos estes estudos surgiram algumas ferramentas muito avançadas que trabalham ou com simulação ou com modelos matemáticos. Dentre elas temos o Workforce Management (também conhecido como WFM), conceito de ferramenta que consegue gerar escalas e acompanhar a aderência, promovendo sugestões de mudanças no meio do caminho. Algumas marcas famosas destes softwares são: Totalview, Optimus e Impact 360o.

## Equipamentos para Gestão de tráfego
DAC - Equipamento que serve para distribuir as chamadas de maneira adequada, fazendo com que o cliente seja atendido no menor tempo possível.
URA - Este equipamento permite que as chamadas sejam encaminhadas para o atendimento certo, "Disque 1 para…, 2 para…, 3 para…", ou mesmo ela identifica o número de seu telefone e encaminha para um atendimento específico.
Workforcemanagment - Contribui em alocação dos recursos na quantidade certa e na hora certa para promover o melhor atendimento com o menor custo possível.
Calculadoras de Erlang - Ferramenta que ajuda no dimensionamento de centrais para adequar escalas e quantidades de atendentes a demanda que vem sendo gerada historicamente.